# I Min-ho
I Min-ho (hangul: 이민호, * 22. června 1987) je jihokorejský herec, model a zpěvák. Je znám zejména účinkováním v televizním seriálu Boys Over Flowers (2009), kde hraje roli Gu Jun-pyoa, vedoucího skupiny studentů, známé jako F4, a akčnímu dramatu City Hunter (2011).

## Drama
- The Heirs (SBS. 2013)
- Faith (SBS, 2012)
- City Hunter (SBS, 2011)
- Personal Preference (MBC, 2010)
- Boys Over Flowers (KBS2, 2009)
- Get Up (MBC, 2008)
- I'm Sam (KBS2, 2007)
- Mackerel Run (SBS, 2007)
- Secret Campus (EBS, 2006)
- Love Hymn (MBC, 2005)
- Nonstop 5 (MBC, 2004)
- Sharp 1 (KBS2, 2003)
- Romance (MBC, 2002)

## Filmy
- Our School E.T (2008)
- Public Enemy Returns (2008)
- Humming (2007)
- Arang (2006)
- Ghost Lives (2004)
- Repechage (1997)